# Marnie McBean
Marnie McBean, född den 28 januari 1968 i Vancouver i Kanada, är en kanadensisk roddare.
Hon tog OS-guld i dubbelsculler i samband med de olympiska roddtävlingarna 1996 i Atlanta.